# Heteronyx aequalis
Heteronyx aequalis är en skalbaggsart som beskrevs av Blackburn 1888. Heteronyx aequalis ingår i släktet Heteronyx och familjen Melolonthidae. Inga underarter finns listade i Catalogue of Life.